# 小行星3582
小行星3582（英語：3582 Cyrano）是一颗围绕太阳公转的小行星。1986年10月2日，P. Wild在齐美尔瓦尔德发现了此天体。
这颗小行星的绝对星等为354.16907等。